# BMW Brilliance Automotive

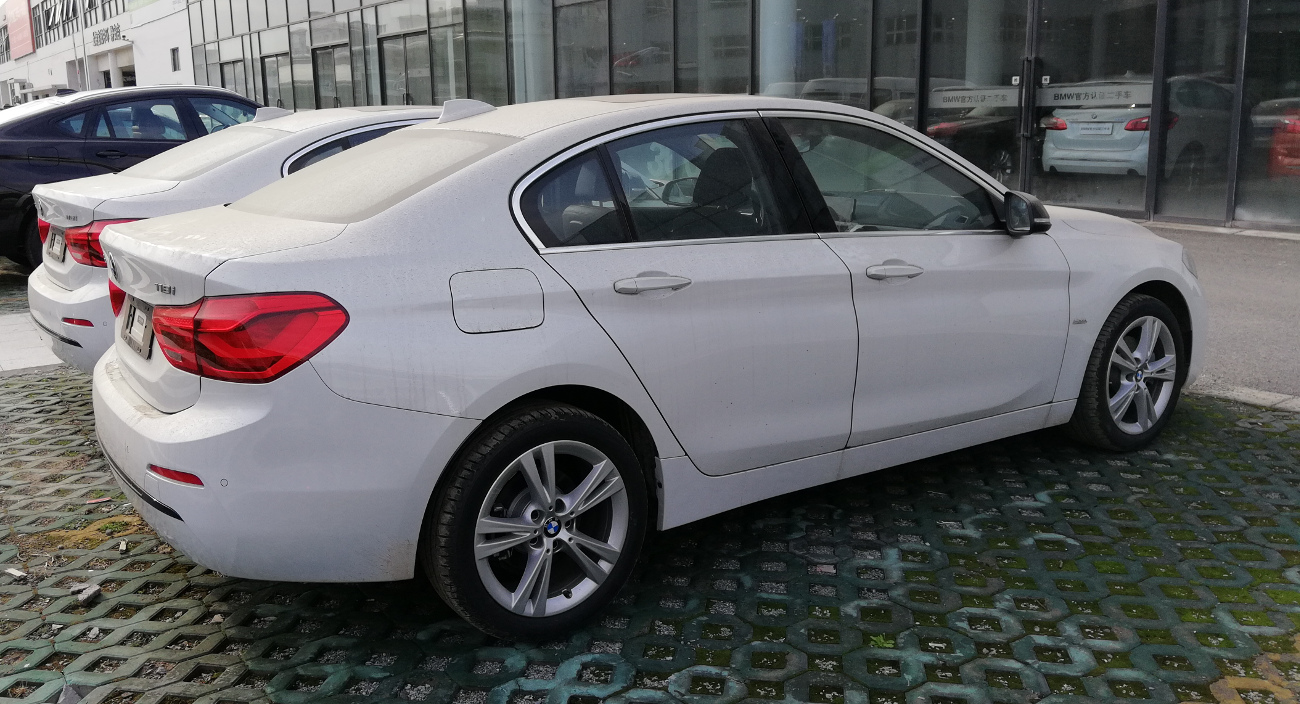
Der BMW F52 wurde ausschließlich in China produziert

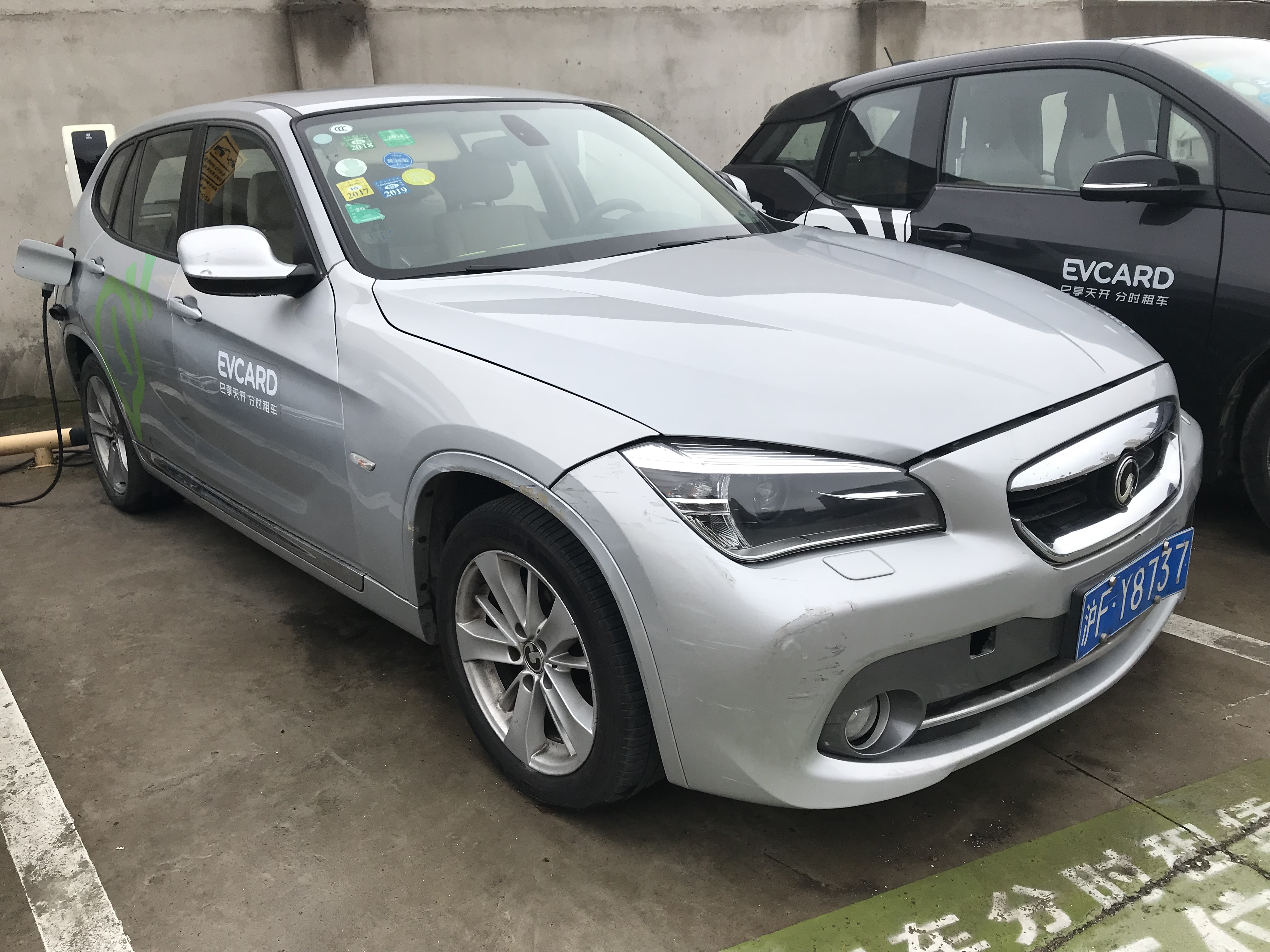
Zinoro 1E der Marke Zinoro

BMW Brilliance Automotive ist ein Hersteller von Automobilen aus der Volksrepublik China.

## Unternehmensgeschichte
BMW und Brilliance China Automotive Holdings gründeten 2003 das Gemeinschaftsunternehmen. Der Sitz ist in Shenyang.
Bereits im März 2001 kam es zu einer Verbindung zwischen den beiden Unternehmen. Damals ging es um technische Hilfe von BMW bei der Einführung der Marke Brilliance des Konzerns. Im März 2003 kam es zum Vertrag. Brilliance hielt zunächst etwa 40,5 % der Anteile. Bereits im April 2003 wurde der Anteil auf 44,55 % erhöht. Im Mai 2003 wurde die staatliche Produktionslizenz erteilt. Bloomberg L.P. gibt den 23. Mai 2003 als Gründungsdatum an. Das Unternehmen selber bestätigt den Mai 2003.
Im September 2003 begann die Produktion von BMW-Modellen im SKD-Verfahren. Die Markteinführung folgte im Oktober 2003. Im Dezember 2003 erhöhte Brilliance seine Anteile auf 49,5 %. Im Januar 2010 waren die Anteile dann 50 zu 50 verteilt. Im April 2018 wurde vereinbart, dass BMW seinen Anteil auf 75 % erhöhen wird. Im Januar 2019 stimmten die Aktionäre zu. Dieser Vorgang sollte bis 2022 durchgeführt werden und wurde bis Februar 2022 umgesetzt. Der finanzielle Aufwand dafür betrug 3,7 Milliarden Euro. Weiter wurde im November 2018 das Joint Venture um 22 Jahre verlängert.
2021 wurden in Shenyang 700.000 BMW-Fahrzeuge hergestellt.

## Fahrzeuge
BMW-Fahrzeuge werden seit 2003 hergestellt und verkauft. Im April 2014 kam die Eigenmarke Zinoro für Elektroautos und Hybridelektrokraftfahrzeuge dazu, die offensichtlich eingestellt wurde.